# Девочка против монстра
«Де́вочка про́тив мо́нстра» (англ. Girl vs. Monster) — американский телефильм, действие которого происходит в канун Дня всех святых. Премьера фильма в США состоялась 12 октября 2012 года на канале Disney Channel. В России премьера фильма состоялась 26 октября 2013 года на канале Дисней. В США фильм посмотрело 4,9 миллионов телезрителей.

## Сюжет
Скайлар — девушка, никогда не знавшая страха. В канун Хэллоуина она и ее друзья собираются на вечеринку. Но её родители выступают против этого и, ничего не объясняя, закрывают дочь дома, включив сигнализацию. Скайлар собирается посетить вечеринку в любом случае и для этого выключает сигнализацию. Однако, сама того не ведая, девушка случайно выпускает на волю монстров, которые томились в подвале и теперь желают мести. Друг родителей Скайлар открывает ей тайну: ее семья охотится за монстрами вот уже несколько поколений, и теперь настала очередь Скайлар.

## Персонажи
- Скайлар Льюис (Оливия Холт) — главная героиня фильма, очень бесстрашна. Мечтала спеть на вечеринке с известной рок-группой, но родители заставили её остаться дома и даже поставили сигнализацию, чтобы удержать её там. Попыталась улизнуть из дома, сломав сигнализацию. По маминой линии охотник на монстров в 5 поколении. Тайно влюблена в солиста рок-группы Райана Дина.
- Генри (Брендан Мейер) — лучший друг Скайлар. С детства являлся объектом насмешек из-за своей трусости. Но после того, как он победил напавших на город монстров, Генри стал чувствовать себя смелее и его перестали дразнить.
- Сэди (Керрис Дорси) — лучшая подруга Скайлар. Поначалу всего боялась, но когда одолела монстров, стала храбрее и победила свой страх. Заметив влюбленность Райана, сообщила об этом Скайлар. Однако та ей не поверила, так как у него уже была девушка.
- Стив Льюис (Брайан Палермо) — отец Скайлар. С самого начала знал, что его жена является охотником на монстров, и чтобы защитить Скайлар от монстра Деймата, сам становится охотником на монстров.
- Джули Льюис (Дженнифер Аспен) — мать Скайлар. Вместе с мужем долгое время хранила в секрете, что она охотник на монстров.
- Райан Дин (Люк Бенвард) — солист рок-группы и хороший друг Скайлар, в которую был влюблен, однако из-за боязни того, что она его отвергнет, не делал первые шаги в её сторону. Когда Деймата вселяется в него, то для ее изгнания ему приходится переступить через свой страх и пригласить Скайлар на свидание. На это она отвечает ему взаимностью, и после поражения Дейматы они со Скайлар начинают встречаться.

## Награды и номинации
| Год  | Премия                    | Категория      | Результат |
| ---- | ------------------------- | -------------- | --------- |
| 2013 | Radio Disney Music Awards | «Лучшая песня» | Победа    |

## Премьеры в мире
| Страна              | Канал                                  | Дата премьеры   |
| ------------------- | -------------------------------------- | --------------- |
| Флаг США            | Disney Channel USA                     | 12 октября 2012 |
| Флаг Канады         | Family Channel                         | 12 октября 2012 |
| Флаг Великобритании | Disney Channel UK & Ireland            | 26 октября 2012 |
| Флаг Ирландии       | Disney Channel UK & Ireland            | 26 октября 2012 |
| Флаг Австралии      | Disney Channel Australia & New Zealand | 26 октября 2012 |
| Флаг Италии         | Disney Channel Italy                   | 27 октября 2012 |
| Флаг Чехии          | Disney Channel Czech Republic          | 27 октября 2012 |
| Флаг Румынии        | Disney Channel Romania                 | 27 октября 2012 |
| Флаг Болгарии       | Disney Channel Bulgaria                | 27 октября 2012 |
| Флаг Польши         | Disney Channel Poland                  | 27 октября 2012 |
| Флаг Венгрии        | Disney Channel Hungary                 | 27 октября 2012 |
| Флаг Украины        | Disney Channel Ukraine                 | 27 октября 2012 |
| Флаг Испании        | Disney Channel Spain                   | 31 октября 2012 |
| Флаг Португалии     | Disney Channel Portugal                | 31 октября 2012 |
| Флаг Греции         | Disney Channel Greece                  | 31 октября 2012 |
| Флаг Швеции         | Disney Channel Scandinavia             | 9 ноября 2012   |
| Флаг Норвегии       | Disney Channel Scandinavia             | 9 ноября 2012   |
| Флаг Финляндии      | Disney Channel Scandinavia             | 9 ноября 2012   |
| Флаг Германии       | Disney Channel Germany                 | 19 января 2013  |
| Флаг Нидерландов    | Disney Channel Netherlands & Belgium   | 1 марта 2013    |
| Флаг Бельгии        | Disney Channel Netherlands & Belgium   | 1 марта 2013    |
| Флаг Бразилии       | Rede Telecine Disney Channel Brazil    | 19 июня 2013    |
| Флаг России         | Disney Channel Russia                  | 26 октября 2013 |
| Флаг Беларуси       | Disney Channel Russia                  | 26 октября 2013 |
| Флаг Казахстана     | Disney Channel Russia                  | 26 октября 2013 |